# Amphicynodon
Amphicynodon je izumrli rod sisavaca iz porodice medvjeda koji je živio u Europi i Aziji tijekom oligocena, prije oko 33,9-28,4 milijuna godina. Po veličini medvjedi su bili slični ranim kunama. Rod je imenovao Filhol 1881.

## Fosili
Lokacije i starost fosilnih nalaza:
- Ulaan Khongil, Mongolija ~33,9—28,4 milijuna godina
- Ronzon, Auvergne, Francuska ~33,9—28,4 milijuna godina[3]